# Aad van Mil
Aad van Mil, właśc. Adrianus Jozephus van Mil (ur. 5 maja 1957 w Lejdzie) – holenderski piłkarz wodny, dwukrotny olimpijczyk.

## Życiorys
Był uczestnikiem igrzysk olimpijskich w 1980 w Moskwie, na których drużyna Holandii zajęła 6. miejsce i igrzysk olimpijskich w 1984 w Los Angeles (również 6. miejsce).
Zajął wraz z reprezentacją Holandii 13. miejsce na mistrzostwach świata w 1978 w Berlinie Zachodnim i 4. miejsce na mistrzostwach świata w 1982 w Guayaquil.
Po zakończeniu wyczynowego uprawiania sportu był trenerem i działaczem piłki wodnej w Amersfoort. W 2002 został udekorowany Orderem Oranje-Nassau 6. klasy. 